# Santuário de Nossa Senhora dos Milagres (Dois Portos)
O Santuário de Nossa Senhora dos Milagres é um santuário mariano situado na antiga freguesia de Dois Portos (actual União das Freguesias de Dois Portos e Runa), pertencente ao concelho de Torres Vedras, região Oeste e distrito de Lisboa, em Portugal.

## Localização[1]
O Santuário localiza-se a Norte de Via Galega, entre o Sobral de Monte Agraço e Dois Portos, a 16 km de Torres Vedras e a 50 km de Lisboa.

## Características
O edifício data do séc. XVII e é constituído por uma capela, de planta longitudinal e nave única, capela-mor e uma construção anexa, que servia para acolher os peregrinos nas ocasiões de romaria. Situado no alto de um monte, tem uma vista panorâmica sobre toda a região envolvente.

## História
As origens desta ermida remontam ao séc. XVI. Descreve a lenda popular que, no ano de 1578, Nossa Senhora terá aparecido a uma pastorinha, que andava por aqueles campos a chorar com sede e sem água para beber. A Virgem Maria terá então cavado com as suas próprias mãos uma cova de onde brotou água para a menina matar a sede. A história ficou conhecida e o povo construiu no local uma ermida, como forma de agradecimento à Virgem pelo milagre realizado. Este Santuário tornou-se rapidamente num local de grande devoção popular, sendo o destino de muitas romarias nos séculos passados.

## Roubo das imagens[3]
No ano de 2009 a capela não possuía nenhum sistema de alarme e foi alvo de diversos assaltos. Durante esse ano, desapareceram todas as imagens, incluindo a imagem de Nossa Senhora dos Milagres, do séc. XVII, ex-votos valiosos e até mesmo o modesto sino de bronze. Hoje em dia a capela tem uma réplica moderna da imagem antiga e o edifício já possui um sistema de alarme contra intrusão.

## Festividades
No passado existia uma afamada feira anual no primeiro Domingo de Setembro, a qual já não se realiza. Hoje em dia, na Quinta-Feira da Ascenção (Quinta-Feira da espiga) é celebrada uma Missa, seguida de procissão pelos caminhos em redor do Santuário com a tradicional bênção dos campos. E no penúltimo Domingo de Agosto realiza-se a grande festa anual do Santuário, em que é organizado um almoço-convívio para angariação de fundos destinados à manutenção e conservação do edifício, seguido de Missa e procissão. Para além destas festas, a capela está normalmente aberta para visita aos domingos à tarde, entre as 14 e as 16h.

## Ligações Externas
- Página oficial do Santuário no Facebook.
- Página oficial da Paróquia de Dois Portos no Facebook
- https://sites.google.com/view/santuario-nsmilagres/ - Site não oficial dedicado ao Santuário